# Plaza Lafayette (Búfalo)
La Plaza Lafayette (en inglés Lafayette Square, Court House Park o Courthouse Square) es un parque en el centro del centro de Búfalo, condado de Erie, Nueva York (Estados Unidos), que alberga un monumento de la Guerra de Secesión. El bloque, que una vez fue cuadrado, está bordeado por muchos de los edificios más altos de la ciudad. La plaza fue nombrada por el General Lafayette, quien visitó Búfalo en 1825.
La plaza era parte del plan urbano original de la ciudad según lo establecido por Joseph Ellicott en 1804. Su borde este ha sido definido durante mucho tiempo por importantes estructuras cívicas; primero, el palacio de justicia del condado de Erie, seguido por la biblioteca pública original del condado de Búfalo y Erie. La historia presidencial se hizo en la Plaza Lafayette cuando el ex presidente de los Estados Unidos, Martin Van Buren, recibió la nominación del Partido Suelo Libre para las elecciones de 1848. El presidente electo Abraham Lincoln también habló en la plaza.
Hoy, la plaza ofrece una vista clara del Ayuntamiento de Búfalo, un edificio art déco tres cuadras al oeste. Un monumento de granito de la Guerra de Secesión, titulado Soldados y marineros, le da una fuerte definición vertical y ceremonial al espacio. Concebida por la señora de Horatio Seymour, la ceremonia de inauguración del monumento contó con la presencia de Grover Cleveland y otras figuras destacadas. Hasta 2011, la Plaza Lafayette fue sede de la serie anual de conciertos de verano Thursday at the Square y ocasionalmente es el lugar de mítines y manifestaciones.

## Ubicación
La Plaza Lafayette es una de las tres plazas establecidas en el plan de la ciudad de Joseph Ellicott. La plaza está ubicada a tres cuadras al este de la Plaza Niágara y es el segundo espacio más importante en el centro de Búfalo. El bloque está rodeado por el tránsito rápido de tren ligero Metro Rail de la Autoridad de Transporte Fronterizo de Niagara hacia el oeste, que corre sobre el suelo a lo largo de Main Street en lo que se llama Free Fare Zone, Washington Street hacia el este, la Plaza Lafayette al norte (una continuación de Broadway en un solo sentido en dirección oeste) y la Plaza Lafayette al sur (una conexión en un solo sentido en dirección este a Clinton Street).
Los edificios que flanquean la plaza incluyen el Liberty Building, el Main Court Building, 10 Lafayette Square, el Rand Building (14 Lafayette Square), y el Biblioteca pública de los condados de Búfalo y Erie (One Lafayette Square). El lado sur de la plaza alberga dos edificios históricos: el Hotel Lafayette de 300 habitaciones, diseñado por Louise Blanchard Bethune en 1904; y el edificio de Brisbane, diseñado por Milton Earl Beebe y erigido por James Mooney y James Brisbane en 1894–5. La esquina norte de la biblioteca actual y el noreste de la plaza alguna vez albergó el edificio del Búfalo Savings Bank que fue demolido en 1922.
La Plaza Lafayette cuenta con varias rutas de Metro Bus y la estación de tren de tránsito rápido Lafayette Square del sistema Metro Rail de Búfalo. En 2003, la Plaza Lafayette se convirtió en el sitio del primer punto de acceso wifi municipal gratuito de la ciudad.

## Diseño

### La plaza
La plaza una vez estuvo rodeada por una cerca de hierro que ya no estaba presente en 1905. En la década de 1860, la plaza era un parque muy arbolado. En 1876-7, se quitaron los árboles que bordeaban la plaza a lo largo de la calle principal.
La Plaza Lafayette fue el último parque en el corazón de la ciudad, pero la comercialización del centro de la ciudad provocó demandas de espacio vehicular. Los planificadores urbanos vieron originalmente la plaza original como un parque como un impedimento para el tráfico que cruza la ciudad. En 1912, el Búfalo Common Council autorizó la extensión de Broadway a Main Street a través de la Plaza Lafayette, lo que redujo el tamaño de la plaza "para dedicar a la calle toda esa parte de la plaza excepto un pequeño círculo alrededor del Monumento a los Soldados y Marineros. " Desde entonces, la plaza ha sido remodelada varias veces y ahora es más una vía pública que un parque. En 1920, la plaza circunscribía un círculo vehicular con el monumento en el centro rodeado de aceras y césped.

### El monumento
El eje del monumento soporta una columna de 3,2 m con una figura femenina, y cuatro estatuas de bronce de 2,4 m de altura, que representan a la infantería, artillería, caballería y marina, esculpidas por Caspar Buberl, que miran hacia los cuatro puntos cardinales. Bajorrelieves de bronce rodean la columna sobre las estatuas. La figura femenina es una figura alegórica que representa a la Unión. En el momento del informe de 1979 para el Comité de Asuntos Culturales y de las Artes del alcalde, faltaban dos placas en el monumento.
La dedicación en el lado oeste (Main Street) honra a aquellos que dieron sus vidas "en la guerra para mantener la unión por la causa de su país y de la humanidad". La mitad del Discurso de Gettysburg de Abraham Lincoln adorna el lado este del monumento. Varios paneles en bajorrelieve presentan escenas del gabinete original de Lincoln: secretario del Tesoro Salmon Chase, secretario de Estado William H. Seward, Fiscal General Edward Bates, director general de Correos Montgomery Blair, secretario del Interior, Caleb Smith, secretario de Marina Gideon Welles, el mayor general Winfield Scott y el secretario de Guerra Simon Cameron.

## Historia
En un momento, un riachuelo fluía desde la Plaza Lafayette hasta Court Street, donde en algún momento se encontraba con un arroyo en las calles Niagara y Mohawk. La plaza albergó el Palacio de Justicia del Condado de Niagara desde 1810 hasta que fue destruida por el ejército británico durante la quema de Búfalo durante la Guerra de 1812 el 30 de diciembre de 1813. En 1831, la Holland Land Company entregó la escritura del parque público a la ciudad.
El palacio de justicia original del condado de Erie se construyó frente al parque cuadrado en 1818. Búfalo fue la sede del condado de Niagara hasta 1821, cuando se creó el condado de Erie. En 1833 se añadió una cárcel del condado adyacente. La cárcel, que era tosca, y una prisión para deudores estaban ubicadas en la parte trasera del palacio de justicia. En 1853, la ciudad cercó la plaza e instaló una fuente 30 000 dólares (977 160 dólares de ala actualidad). El alguacil del condado de Erie, Grover Cleveland, una vez ahorcó personalmente a un criminal en la plaza cuando todavía se llamaba Court House Square, después de que sus subordinados se negaran a hacerlo. El presidente electo Abraham Lincoln habló en la plaza el 16 de febrero de 1861. El palacio de justicia se utilizó como lugar para la determinación de la justicia para el lado estadounidense del río Niágara hasta que fue abandonado el 11 de marzo de 1876.
Un edificio de Cyrus Eidlitz de la Biblioteca Pública Búfalo se erigió por primera vez en la ubicación del Palacio de Justicia y se inauguró el 7 de febrero de 1887. El edificio actual de la biblioteca pública del condado de Búfalo y Erie que reemplazó al edificio de Eidlitz se construyó entre 1961 y 1963. Eidlitz había ganado un concurso de arquitectura contra gente como Henry Richardson, considerado el mejor arquitecto del país en ese momento. Las gárgolas del edificio románico de Eidlitz fueron muy respetadas y admiradas. Sin embargo, no se salvaron debido a los gastos prohibitivos en el momento de la demolición a principios de la década de 1960.
En 1825, el veterano de la Guerra de Independencia de los Estados Unidos y general francés Lafayette visitó esta plaza durante su histórica gira por los Estados Unidos y pronunció un discurso en la plaza. Habló en una plataforma frente a Eagle Tavern, un hotel de gran prestigio en su época, el 4 de junio como parte de las ceremonias para celebrar el quincuagésimo aniversario del estallido de la guerra. Ese mismo año, Búfalo llevó a cabo su último ahorcamiento público oficial cuando los hermanos Israel, Isaac y Nelson Thayer fueron ahorcados por asesinar a John Love, que según algunos relatos ocurrió en la plaza, mientras que otros dicen que fue en Niagara Square. La plaza albergó muchas reuniones públicas y las primeras ferias del condado de Erie, como la feria de octubre de 1841 que se llevó a cabo en la plaza y detrás del palacio de justicia.
En 1848, el Partido Suelo Libre, que fue absorbido por el Partido Republicano en 1854, celebró su convención de nominación nacional en Búfalo. En la convención, el partido seleccionó al exgobernador de Nueva York y expresidente de los Estados Unidos Martin Van Buren y Charles Francis Adams como sus candidatos a presidente y vicepresidente de los Estados Unidos para las elecciones de 1848. Cuarenta mil personas presenciaron el evento en la plaza. La plaza ha acogido a varios oradores notables como Henry Clay en 1842 y Daniel Webster en 1833.
La primera reunión sobre la construcción de un monumento de la Guerra de Secesión se llevó a cabo el 14 de abril de 1866. Los esfuerzos se estancaron hasta que la Sra. Horatio Seymour organizó la Asociación de Monumentos de la Unión de Damas el 2 de julio de 1874, que recaudó 12 000 dólares (287 400 dólares de hoy) y aprobó un diseño de George Keller. Luego de este esfuerzo proactivo, la ciudad de Buffalo aprobó 45 000 dólares adicionales (1 077 750 de dólares de hoy) para el proyecto. El apoyo al esfuerzo del monumento se fusionó cuando el interés público y el apoyo a un arco de Henry Hobson Richardson en Niagara Square frente al Ayuntamiento de Búfalo se desvanecieron. En 1879, el nombre de la plaza se cambió de Court House Park a la Plaza Lafayette.
El entonces alcalde de Búfalo Grover Cleveland colocó la piedra angular del monumento a los soldados y marineros de granito de 25,9 m de Keller en el centro de la plaza el 4 de julio de 1882 y regresó como gobernador de Nueva York para dedicar el monumento el 4 de julio , 1884. Cuando se colocó la piedra angular con pompa militar y ritual masónico, Cleveland habló, y una cápsula del tiempo fue sellada. Además, el general de brigada Stewart Woodford hizo declaraciones en la primera ceremonia. Woodford estuvo entre varias personas notables que asistieron a la dedicación, incluido el gobernador de Pensilvania, John Hartranft, y el general de brigada William Findlay Rogers. Columnas de veteranos del Ejército de la Unión marcharon por Main Street para celebrar el día.
El monumento ha sobrevivido a dos amenazas importantes. Primero, en 1889, se descubrió que los cimientos se habían asentado de manera desigual, lo que provocó una peligrosa inclinación similar a la de la Torre de Pisa. La plaza se estaba agrietando y desmoronando debido a un núcleo inadecuado de escombros y mortero para sostener el eje de granito y las estatuas. Además, se descubrió que la cápsula del tiempo de la caja de cobre estaba tres pies por debajo de su cámara prevista y se agrietó con su contenido destruido. El monumento fue desmantelado y reconstruido con una ampliación de la base de 4,6 m. El 12 de febrero de 1973, un automovilista condujo su vehículo contra el monumento, lo que provocó que la Autoridad de Transporte Fronterizo del Niágara solicitara su demolición para 1982. En cambio, el monumento fue reparado gracias a los esfuerzos de recaudación de fondos de la Mesa Redonda de la Guerra de Secesión de Búfalo que involucró una exitosa campaña de concientización pública.

## En la actualidad
Todos los veranos desde 1986 hasta 2011, Búfalo Place, Inc. organizó una serie de conciertos gratuitos, llamados Thursday at the Square, los jueves por la noche en la Plaza Lafayette, a partir de mayo y hasta septiembre. Un programa típico incluye una amplia variedad de actos musicales. A partir de 2012, la serie de conciertos se trasladó al puerto interior de Búfalo y se renombró Thursday at Canalside.
Debido a su ubicación central y simbólica, la Plaza Lafayette se elige a menudo para varios mítines. Después de que los Búfalo Bills fueran derrotados en el Super Bowl XXV, los fanáticos de los Búfalo Bills realizaron un mitin en la plaza para mostrar su continuo apoyo al equipo. El 16 de enero de 1981, hubo una serie de manifestaciones y contramanifestaciones en el Día de Martin Luther King Jr. en la Plaza Lafayette, Niagara Square y áreas cercanas por parte del Partido Nacional Socialista Neo-Nazi de América y grupos opositores.